# Johannes Jordell
Johannes „Johs“ Jordell (* 24. Juni 1879 in Arendal; † 23. August 1958 in Oslo) war ein norwegischer Sportschütze. 

## Biografie
Johannes Jordell belegte bei den Olympischen Sommerspielen 1912 in Stockholm im Dreistellungskampf mit dem Armeegewehr den 81. und im Wettkampf über 50 m mit dem Kleinkalibergewehr den 35. Platz.